# 함윤수
함윤수(咸允洙, 1926년 4월 1일 ~ 1985년 11월 29일)는 대한민국의 시인이다. 호는 목운(牧雲)이다.

## 생애
1926년 4월 1일 함경북도 경성군 경성면에서 출생했다. 
1938년 시 동인지 ≪맥≫의 동인으로 참여했고, 이 잡지의 창간호에 ＜앵무새＞, ＜유성＞ 등을 발표하며 문단에 나왔다. 이어서 같은 해 10월에 나온 ≪맥≫ 2호에 ＜너구리 같은 여인＞을, 3호에 ＜말 못하는 앵무새＞를 발표했다. 1939년 첫 시집 ≪앵무새≫(삼문사, 1939)를 출간했다. 이듬해 두 번째 시집 ≪은화식물지(隱花植物誌)≫(1940)를 도쿄의 장학사에서 출간했다.
해방 직후 최명익, 유항림, 전재경, 한태천, 남궁만, 김이석, 박남수, 황순원 등과 함께 평양에 거주하는 문학인과 예술인으로 결성된 평양예술문화협회의 멤버로 참가했다. 그러나 사회주의 사상이나 북한 공산주의를 지지하지 않았다. 1951년 1.4 후퇴 때 월남한 뒤 ＜부취(腐臭)＞(1953), ＜눈으로 말하고＞(1955), ＜포위된 태양＞(1958) 등을 발표하며 왕성한 창작 의욕을 보였다. 이 시기에 제3시집 ≪사향묘(麝香猫)≫(중앙문화사, 1958)를 출간하고, 1965년에 ≪함윤수시선(咸允洙詩選)≫(중앙문화사)를 냈다. 상명여고와 청주대 등에서 교편을 잡았고, 출판사를 경영하기도 했다. 1985년 11월 29일 숙환으로 안양동 자택에서 타계했다.